# Josef Vlček (novinář)
Josef Vlček, přezdívaný Zub (* 8. ledna 1951 Praha), je český hudební publicista a rozhlasový dramaturg. Působil v časopisech Melodie (1988–1990), Rock & Pop (1990–1993) a dalších. Rovněž stál u zrodu první české komerční rozhlasové stanice Evropa 2. 
Je autorem třídílného hudebního slovníku Rock 2000 (1982–1984). Mezi jeho další díla patří například Rock na levém křídle (1983), Rockové směry a styly (1988) a Hudba na pomezí (1991). V roce 2012 vyšel knižní rozhovor s Josefem Vlčkem nazvaný Zub času (rozhovor vedl novinář Honza Dědek).